# Accouplement hydraulique

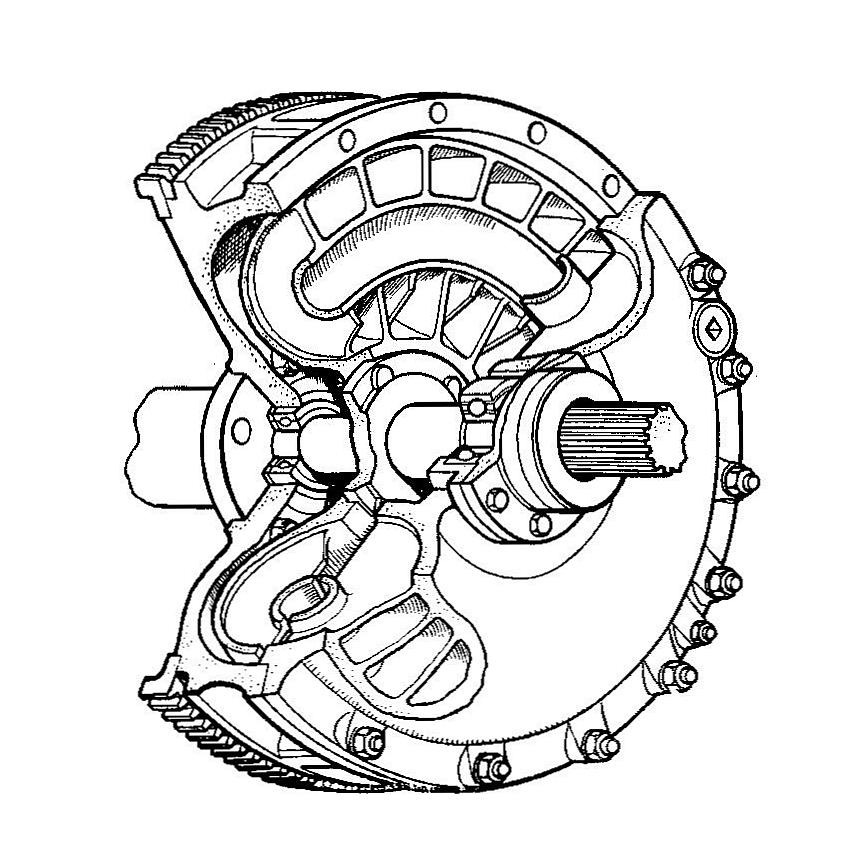
Transmission hydraulique Daimler (années 1930).

Un accouplement fluide ou hydraulique est une transmission de puissance utilisée en automobile comme alternative à l'embrayage. Mais elle trouve aussi de nombreuses applications dans la construction navale et l'industrie mettant en jeu des régimes variables ou nécessitant un effort progressif, sans à-coups.
Il convient de bien distinguer les transmissions hydrocinétiques, telles celle-ci, des transmissions hydrostatiques pour machines de puissance qui combinent pompe oléohydraulique et moteur hydraulique.

## Historique
L’accouplement fluide est issu des recherches d’Hermann Föttinger, ingénieur en chef des chantiers navals Vulcan de Stettin. Ses brevets de 1905 couvrent tout autant l’accouplement fluide que le convertisseur de couple.
Dans les années 1920, Harold Sinclair, de la société britannique Hydraulic Coupling Patents Limited, avait constaté des embardées dans les transmissions des autobus londoniens. Avec l'aide d'un ingénieur de Stettin, Bauer, il adapta l'invention de Föttinger aux transmissions d'autobus. Au terme des discussions engagées par Sinclair avec London General Omnibus Company au mois d’octobre 1926, et après divers essais sur des châssis, Percy Martin (1871-1958), un ingénieur de Daimler, décida d'essayer le principe de l’accouplement fluide sur des voitures du groupe Daimler.
Dans les années 1930, l'usine Daimler de Coventry mit sur le marché une transmission composée d’un accouplement fluide et d’une boîte Wilson pour ses bus et ses voitures de luxe. Dès 1933, ce mécanisme équipait toutes les nouveaux véhicules civils Daimler, Lanchester et BSA, puis il équipa les véhicules militaires. Il était produit sous franchise Vulcan-Sinclair et Daimler.
En 1939, General Motors mit sur le marché la transmission Hydramatic, première transmission entièrement automatique fabriquée en série.
Les premières locomotives diesel équipées d'accouplement fluide furent produites dans les années 1930

## Aperçu

### Principe

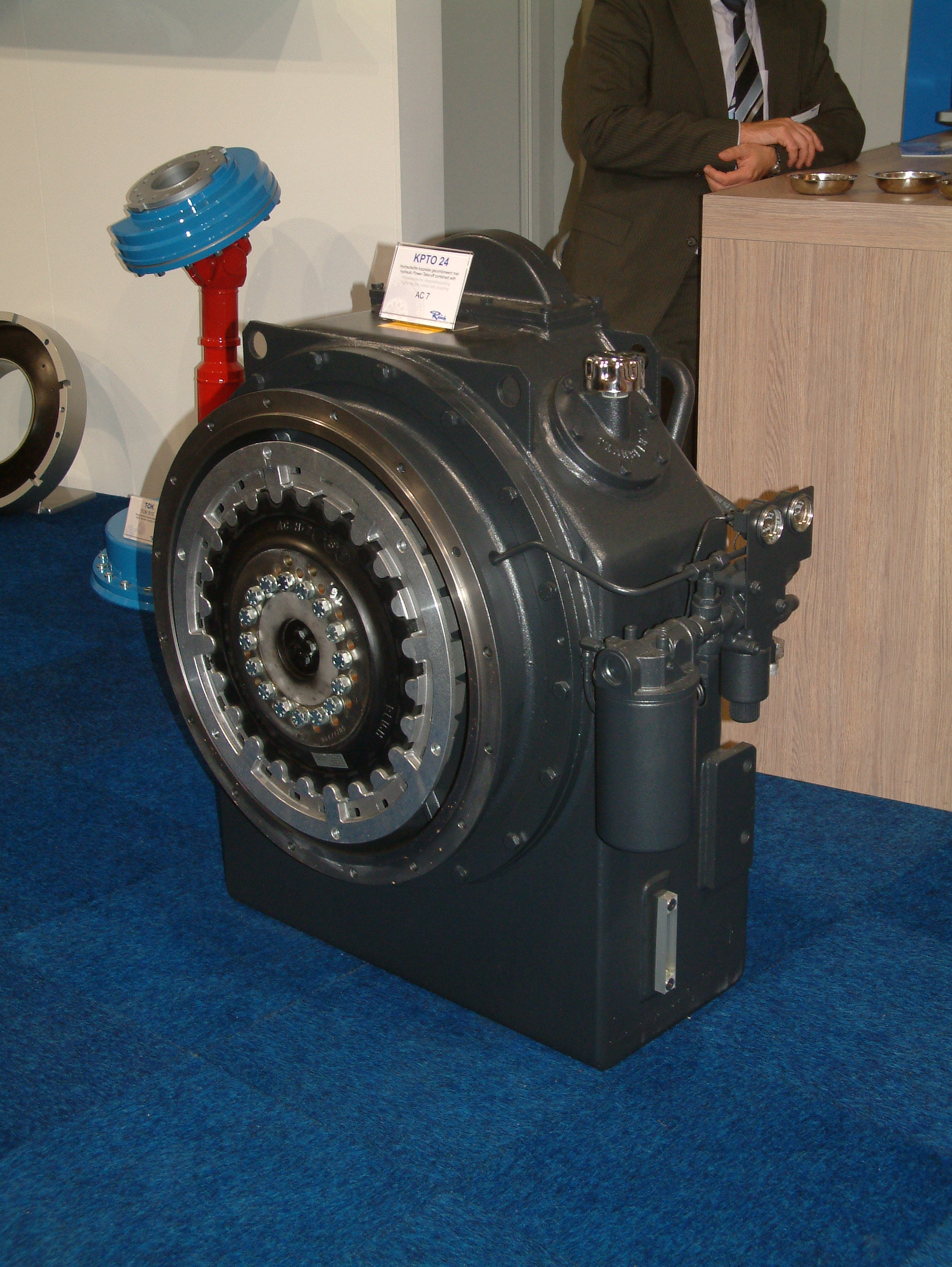
Accouplement d'un train industriel Transfluid (modèle KPTO).

Un accouplement fluide comporte, outre le fluide hydraulique, trois composants :
- Le carter[5] (muni de joints d'étanchéité à la naissance des arbres), contient le fluide et les turbines.
- Deux turbines (munies de pales):
  - L'une connectée à l'arbre moteur, appelée « pompe », entraîneur[5]  ou primaire[5] ;
  - l'autre connectée à l'arbre entraîné, appelée turbine, ou secondaire[5].

La turbine motrice, est mise en rotation par un moteur à combustion interne ou un moteur électrique. Cette roue communique au fluide un mouvement tourbillonnaire vers les pales de la turbine secondaire. Le moindre écart entre la vitesse angulaire de l'« étage d'entrée » et de l'« étage de sortie » développe un couple sur l'arbre secondaire qui l'entraîne en rotation dans la même direction que la pompe.
Le tourbillon fait décrire aux particules de fluide un jet unidirectionnel toroïdal:
- Si la vitesse de rotation de l'arbre d'entrée est supérieure à celle de l'arbre secondaire, le jet permanent décrit des cercles concentriques décalés de l'amont vers l'aval de l’écoulement (et occupant, donc, le volume d'un tore) ;
- si, en revanche, les étages d'entrée et de sortie tournent à la même vitesse, il n'y a plus de force centripète sur les particules d'huile, qui décrivent des cercles coplanaires autour de l'axe commun aux deux arbres ; il n'y a plus d'écoulement de fluide d'une turbine vers l'autre.

### Décrochage
Une caractéristique importante de l’accouplement fluide est qu'il présente une vitesse de décrochage. On définit cette vitesse de décrochage comme la vitesse maximum de la turbine-pompe lorsque la turbine secondaire est immobile et qu'on imprime le couple maximum. Dans ces conditions, toute la puissance motrice à cette vitesse serait dissipée par échauffement, au risque d'endommager le mécanisme.

### Rendement en termes d'effort
Un accouplement fluide ne peut transmettre de couple lorsque les vitesses angulaires des arbres d'entrée et de sortie sont identiques. Compte tenu du patinage inhérent à la turbulence du fluide de transmission, ils ne peuvent avoir un rendement de 100% en termes de transmission d'effort : une partie de la puissance d'entrée est inexorablement dissipée sous forme de chaleur ou par cavitation ; mais comme tous les dispositifs hydrauliques, son rendement tend à croître graduellement avec le diamètre caractéristique des turbines, comme le montre le nombre de Reynolds.

### Choix du fluide hydraulique
On préfère les huiles de faible viscosité : généralement, des huiles de moteur multi-grade. À vitesse de rotation d'entrée donnée, une huile à densité élevée augmente le couple capable. Cependant, les accouplements fluides, de par la nature même des fluides réels, sont sujets à des variations importantes de viscosité en fonction de la température. Cela entraîne une performance variable de ces transmissions ; lorsque l'on veut conserver un rendement stable, il faut se tourner vers un compresseur ou une transmission hydraulique à indice de viscosité élevé.

## Fabrication et maintenance
La fabrication d'un accouplement fluide ne pose pas de difficultés particulières. Les turbines, par exemple, peuvent être coulées en aluminium ou embouties en acier ; le carter, lui aussi, peut être un moulage ou une pièce forgée.
En 2020, les principaux fabricants d'accouplements industriels sont Voith, Transfluid, TwinDisc, Siemens, Parag, Fluidomat, Reuland Electric, TRI Transmission and Bearing Corp.

### Dimensionnement
D'une manière générale, le rendement du dispositif en termes de transfert d'effort dépend de la vitesse de rotation de la pompe, caractéristique qu'il n'est pas difficile de choisir dans les chaînes où la charge est toujours du même ordre de grandeur : en effet, le couple est donné par la formule de Föttinger {\displaystyle {\mathcal {C}}=\rho \cdot n^{2}\cdot d^{5}}, où {\displaystyle \rho } est la densité du fluide hydraulique, {\displaystyle n} la vitesse de rotation en tr/min et {\displaystyle d} le diamètre de l'arbre moteur ; mais dans le domaine de l'automobile, où les variations de couple sont extrêmes, cette formule ne couvre pas toute la plage de variation et ne donne qu'un ordre de grandeur. Un style de conduite nerveux sollicite ce type d'accouplement à son pire rendement, avec une très mauvaise consommation.

### Contrôle du circuit d'huile
Le bon fonctionnement d'un tel accouplement fluide dépend de la bonne circulation du fluide. Une quantité d'huile insuffisante va amoindrir la puissance de l'accouplement et ne lui permettra pas de transférer un couple suffisant ; en outre, une quantité insuffisante d'huile fait qu'elle va surchauffer, au point parfois de brûler les joints en élastomère.
Mais si l'accouplement a été conçu pour fonctionner avec une quantité d'huile variable (en général en lui adjoignant une bâche auxiliaire), on peut régler le couple à transmettre en agissant sur le débit d'huile, et dans certains cas contrôler aussi la vitesse de mise en charge. On contrôle le débit d'huile par une nourrice dont l'évent fixe se trouve sur l'axe de rotation des turbines : en engageant plus ou moins cet évent, la nourrice soutire ou réinjecte de l’huile, pour la renvoyer vers la bâche ou la pomper. .
Le contrôle du circuit d'huile supprime les à-coups et simplifie la maintenance des transmissions de charges lourdes. On l'emploie fréquemment comme variateur de vitesse,. Ainsi la locomotive Fell, une locomotive diesel expérimentale des années 1950, était équipée de quatre moteurs et autant d'accouplements, disposant chacun d'un débit d'huile réglable, afin de les actionner l'un après l'autre.

## Variantes

### Accouplement pas-à-pas
On a adapté l’accouplement fluide de base pour en faire un accouplement pas-à-pas, commercialisé naguère sous l'appellation STC coupling (step circuit) par la Sté Fluidrive. La modification a consisté à rapporter une bâche d'huile récupérant une partie (mais non la totalité) de l'huile lorsque le secondaire est à l'arrêt. Cela a pour effet de réduire la traînée sur la turbine-pompe, de réduire la consommation d'huile à bas régime et d'éviter l'arrêt complet du moteur.
Lorsque l'arbre secondaire commence à tourner, l'huile est projetée hors de la bâche par la force centrifuge contre les parois du carter, ce qui rétablit la pleine puissance de la transmission.

### Freinage hydrodynamique
Les accouplements fluides peuvent servir de freins hydrodynamiques, en dissipant l'énergie cinétique par turbulence de l'écoulement d'huile et échauffement.

## Applications

### Industrie
On utilise beaucoup les accouplements fluides dans les machines tournantes,, surtout dans les transmissions de machine à démarrage rapide ou soumises à des chargements cycliques.

### Transport ferroviaire
On retrouve des accouplements fluides dans les transmissions de puissance de certaines locomotives Diesel. La société britannique Self-Changing Gears en fournissait à British Rail, et Voith fabriquait des turbo-transmissions for éléments automoteur diesel combinant accouplements fluides et convertisseurs de couple.

### Automobile

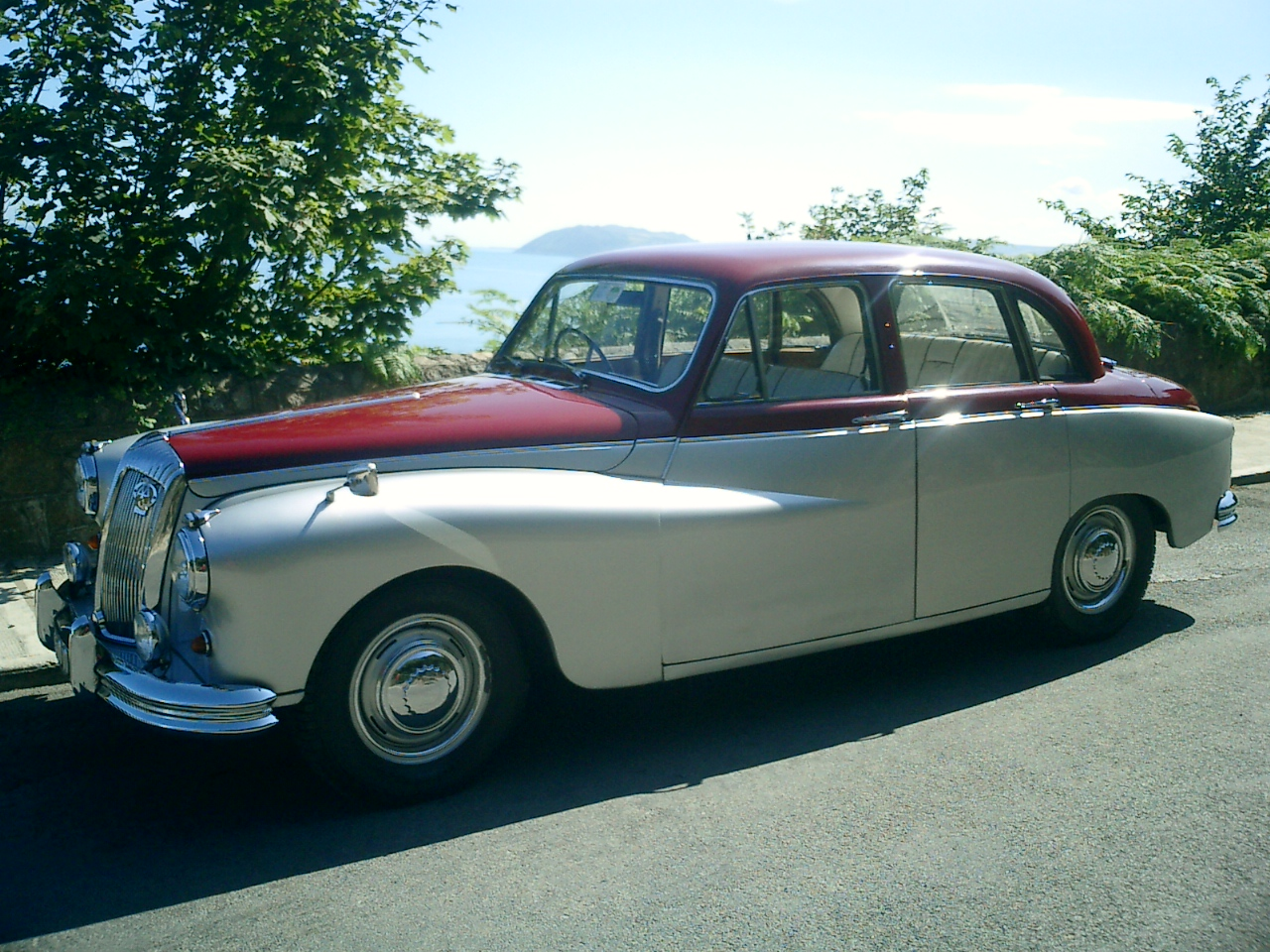
La Daimler Majestic était équipée d'un embrayage avec accouplement fluide.

On a utilisé l’accouplement fluide sur les premières boîtes de vitesses automatiques ; mais depuis la fin des années 1940, le convertisseur de couple a remplacé l’accouplement fluide dans la construction automobile.
Dans la construction automobile, la pompe est connectée au volant d'inertie du moteur—en fait, le carter de l’accouplement peut faire partie du volant d'inertie proprement dit : il est alors  mû par le vilebrequin du moteur. La turbine est connectée à l'arbre d'entrée de la transmission. Tant que la transmission est en prise, le régime moteur augmente, le couple est communiqué du moteur à l'arbre d'entrée par l'inertie du fluide, et propulse le véhicule. À cet égard, le comportement de l'accouplement fluide se rapproche énormément de celui d'un embrayage mécanique entraînant une transmission manuelle.
Les volants d'inertie fluides ont été utilisés par Daimler avec une boîte Wilson. Daimler les a déclinés sur toutes ses voitures haut-de-gamme jusqu'à l'avènement des embrayages automatiques de la Majestic (1958). Daimler et Alvis étaient aussi des constructeurs de blindés et de véhicules militaires, et ces matériels ont souvent été équipés de volants d’inertie fluides.

### Aviation
Les accouplements fluides constituaient l'asservissement barométrique des compresseur centrifuge des moteurs DB 601, DB 603 et DB 605 et du turbocompresseur Wright à effet compound à pistons opposés : dans cette dernière application, trois turbines récupéraient à peu près 20 % de l'énergie cinétique des gaz d'échappement soit environ 370 kW pour la convertir en couple moteur pour l’hélice.